# Tajik Cup
Der Tajik Cup ist ein nationaler Fußballwettbewerb in Tadschikistan. Der Pokalwettbewerb wird seit 1992 ausgetragen. Organisiert wird der Wettbewerb von der Tajikistan Football Federation. Der Gewinner des Finales qualifiziert sich für den AFC Cup.

## Sieger

### 1938 bis 1991
| - 1938 Dinamo Stalinabad - 1939 Dinamo Stalinabad - 1940 Dinamo Stalinabad - 1941 Dinamo Stalinabad - 1942 KVAU Duschanbe - 1943–1945 No tournament - 1946 Dinamo Stalinabad - 1947 Hisar Team - 1948 Hisar Team - 1949 Dinamo Stalinabad - 1950 Dinamo Stalinabad - 1951 ODO Stalinabad - 1952 Dinamo Stalinabad - 1953 Dinamo Stalinabad - 1954 Profsoyuz Leninabad - 1955 Dinamo Stalinabad - 1956 Taksobaza Stalinabad - 1957 Metallurg Leninabad | - 1958 Pedagogichesky Institut Leninabad - 1959 Dinamo Stalinabad - 1960 Pogranichnik Stalinabad - 1961 Pedinstitut Duschanbe - 1962 Pogranichnik Leninabad - 1963 DSA Duschanbe - 1964 Kuroma Taboshary - 1965 Vashkh Kurgan-Tyube - 1966 Volga Duschanbe - 1967 Pedinstitut Duschanbe - 1968 Stroitel' Kumsangir - 1969 Pedinstitut Duschanbe - 1970 Kommunalschik Chkalovsk - 1971 Dynamo Duschanbe - 1972 TPI Duschanbe - 1973 TIFK Duschanbe - 1974 SKIF Duschanbe - 1975 SKIF Duschanbe | - 1976 SKIF Duschanbe - 1977 Volga Duschanbe - 1978 Kuroma Taboshar - 1979 Metallurg Tursunzade - 1980 Chashma Shaartuz - 1981 Trikotazhnik Urateppa - 1982 Irrigator Duschanbe - 1983 Volga Duschanbe - 1984 Metallurg Tursunzade - 1985 Avtomobilist Kurghanteppa - 1986 SKIF Duschanbe - 1987 Metallurg Tursunzade - 1988 Avtomobilist Kurghanteppa - 1989 Metallurg Tursunzade - 1990 Volga Duschanbe - 1991 Avtomobilist Kurghanteppa |

### Seit 1992
| Jahr    | Sieger                  | Ergebnis                | Finalist             | Austragungsort                   | Zuschauer |
| ------- | ----------------------- | ----------------------- | -------------------- | -------------------------------- | --------- |
| 1992    | SSKA Pomir              | 1:0                     | Regar TadAZ          | Pamir-Stadion                    | 21.000    |
| 1993    | Sitora Duschanbe        | 0:0 (n. V.) 5:3 (n. E.) | Ravshan Kulob        | Pamir-Stadion                    | 9000      |
| 1994    | Ravshan Kulob           | 2:1                     | FC Shodmon Ghissar   | Pamir-Stadion                    | 6000      |
| 1995    | FC Pakhtakor Proletar   | 0:0 (n. V.) 3:2 (n. E.) | Regar TadAZ          | Pamir-Stadion                    | 7000      |
| 1996–97 | Wachsch Qurghonteppa    | 4:0                     | FK Khujand           | Pamir-Stadion                    | 9000      |
| 1997–98 | FK Khujand              | 2:1                     | FC Randjbar          | Pamir-Stadion                    | 2500      |
| 1998    | Varzob Dushanbe         | 3:1                     | FC Khoja Karim       | Pamir-Stadion                    | 4000      |
| 1999    | Varzob Dushanbe         | 0:0 (n. V.) 4:2 (n. E.) | Regar TadAZ          | Pamir-Stadion                    | 4000      |
| 2000–01 | Regar TadAZ             | 4:2                     | Varzob Dushanbe      | Pamir-Stadion                    | 2700      |
| 2001–02 | Regar TadAZ             | 3:1                     | FK Khujand           | Pamir-Stadion                    | 1600      |
| 2002    | FK Khujand              | 3:0                     | Wachsch Qurghonteppa | Pamir-Stadion                    | 3000      |
| 2003    | Wachsch Qurghonteppa    | 3:1                     | FK Olimp-Ansol Kulob | Pamir-Stadion                    | 2000      |
| 2004    | Parvoz Bobojon Ghafurov | 5:0                     | Uroteppa             | Pamir-Stadion                    | 1500      |
| 2005    | Regar TadAZ             | 1:1 (n. V.) 4:2 (n. E.) | Vakhsh Qurghonteppa  | Pamir-Stadion                    | 10.000    |
| 2006    | Regar TadAZ             | 2:1                     | Hima Dushanbe        | Pamir-Stadion                    | 8000      |
| 2007    | Parvoz Bobojon Ghafurov | 1:0                     | Hima Dushanbe        | Pamir-Stadion                    | 5000      |
| 2008    | FK Khujand              | 2:1                     | Energetic            | TALCO-Arena                      | 12.000    |
| 2009    | FC Istiklol             | 2:1                     | SSKA Pomir           | Pamir-Stadion                    | 11.000    |
| 2010    | FC Istiklol             | 5:0                     | FK Khujand           | Pamir-Stadion                    | 8000      |
| 2011    | Regar TadAZ             | 1:0                     | FC Istiklol          | Kurghanteppa Stadium             | 8000      |
| 2012    | Regar TadAZ             | 1:1 (n. V.) 6:5 (n. E.) | FC Istiklol          | Pamir-Stadion                    | 11.000    |
| 2013    | FC Istiklol             | 2:0                     | Regar TadAZ          | Kurghanteppa Stadium             | 5000      |
| 2014    | FC Istiklol             | 5:2                     | Regar TadAZ          | Pamir-Stadion                    | 7000      |
| 2015    | FC Istiklol             | 2:2 (n. V.) 6:5 (n. E.) | Regar TadAZ          | Pamir-Stadion                    | 3500      |
| 2016    | FC Istiklol             | 2:2 (n. V.) 3:2 (n. E.) | Khosilot Farkhor     | Pamir-Stadion                    | 6000      |
| 2017    | FK Khujand              | 2:0                     | FC Istiklol          | Pamir-Stadion                    | 3000      |
| 2018    | FC Istiklol             | 1:0                     | Regar TadAZ          | Central Stadium Vahdat           | 15.145    |
| 2019    | FC Istiklol             | 1:1 (n. V.) 4:2 (n. E.) | Regar TadAZ          | Central Stadium Hisor            | 4500      |
| 2020    | Ravshan Kulob           | 1:0                     | FC Khatlon           | Markazii Tojikiston Stadium      | 0         |
| 2021    | FK Khujand              | 2:0                     | FC Istiklol          | 20 Years of Independence Stadium | 20.700    |
| 2022    | FC Istiklol             | 2:2 (n. V.) 5:4 (n. E.) | Kuktosh Rudaki       | Stadion Pakhtakor                | 6500      |
| 2023    | FC Istiklol             | 1:1 (n. V.) 4:2 (n. E.) | Ravshan Kulob        | Kulob Arena                      |           |
| 2024    | Regar TadAZ             | 2:1                     | FC Khujand           | Istaravshan Sports Complex       |           |